# John Larkin (album de John Paul Larkin)
John Larkin este primul album lansat de John Paul Larkin înainte de a fi cunoscut ca Scatman John.

## Melodii
1. „The Misfit”  – 5:51
2. „Last Night I Dreamed”  – 6:10
3. „Love Cry”  – 7:30
4. „Angels Flight”  – 9:18
5. „John Coltrane”  – 3:30
6. „Softly as a Morning in Sunrise”  – 6:19

## Componență
- Bob Harrison - bass
- Clark Woodard - baterie
- John Larkin - pian
- John Larkin - producător
- Joe Farrell - saxofon [Tenor]